# Porozumienie Państwo-Kościół 1950

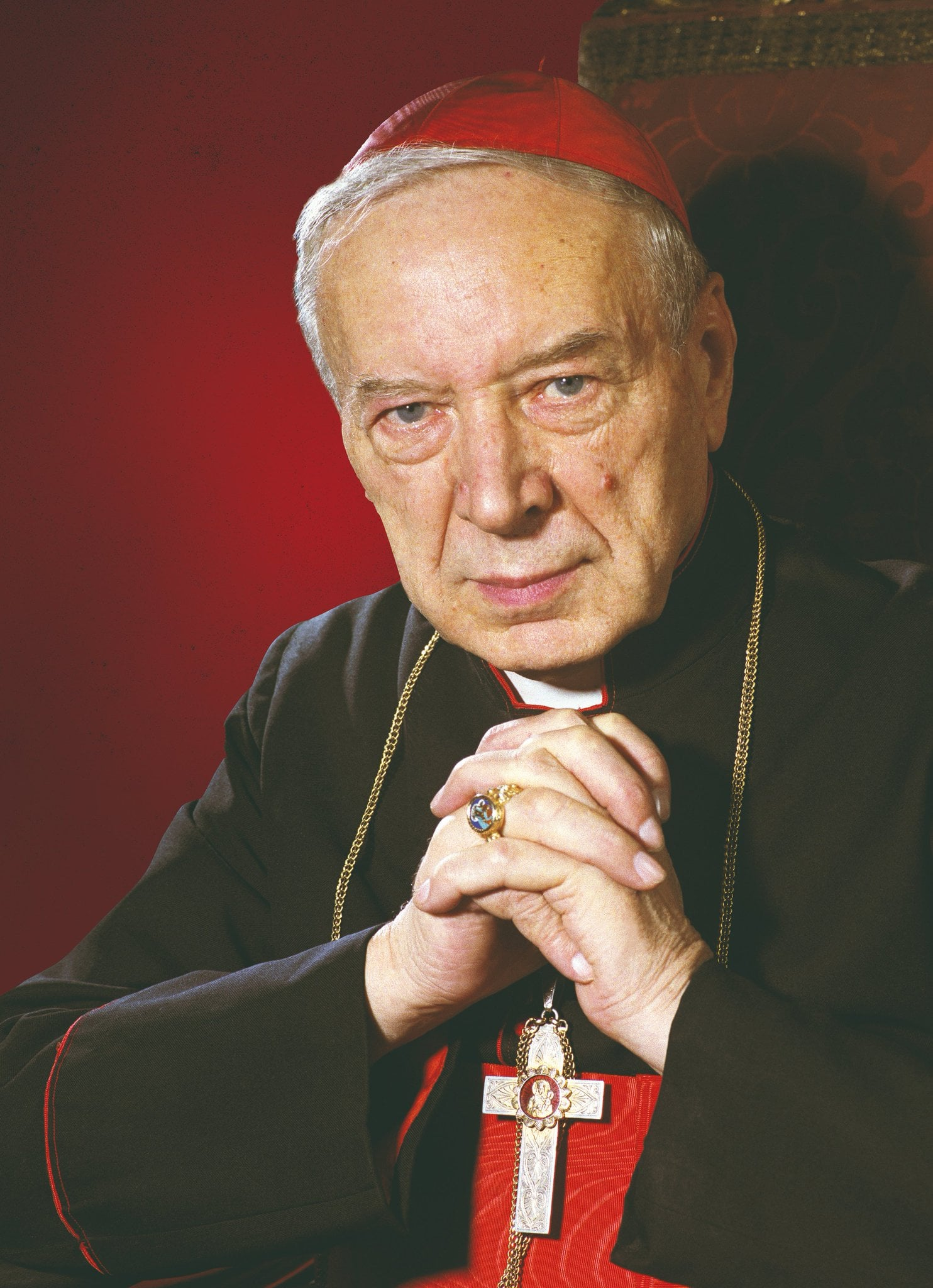
Prymas Stefan Wyszyński, inicjator podpisania porozumienia z władzami komunistycznymi w 1950 roku

Edward Ochab, jeden z sygnatariuszy porozumienia ze strony rządowej

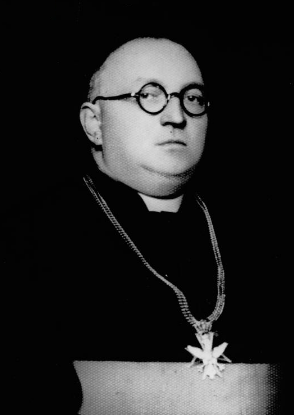
Biskup płocki Tadeusz Paweł Zakrzewski, jeden z sygnatariuszy porozumienia ze strony kościelnej

Porozumienie Państwo-Kościół 1950 – porozumienie zawarte 14 kwietnia 1950 roku pomiędzy przedstawicielami władz Rzeczypospolitej Polskiej i Kościoła katolickiego w Polsce regulujące funkcjonowanie Kościoła w Polsce Ludowej.

## Tło
12 września 1945 roku Tymczasowy Rząd Jedności Narodowej podjął uchwałę, w której stwierdzono, że „(...) konkordat zawarty pomiędzy Rzecząpospolitą Polską a Stolicą Apostolską przestał obowiązywać wskutek jednostronnego zerwania go przez Stolicę Apostolską przez akty prawne zdziałane w czasie okupacji, a sprzeczne z jego postanowieniami”. W 1940 roku Stolica Apostolska za pośrednictwem swojego nuncjusza w Berlinie powierzyła administrację diecezji chełmińskiej biskupowi gdańskiemu, Niemcowi Karolowi Marii Splotowi, co naruszało w szczególności artykuł 9 konkordatu, według którego żadna część Rzeczypospolitej nie będzie należała do biskupa, którego siedziba znajdowałaby się poza granicami Państwa Polskiego. Stolica Apostolska mianowała Niemca Hilarusa Breitingera na obszar arcybiskupstwa gnieźnieńsko-poznańskiego jako administratora apostolskiego, z jurysdykcją dla Niemców zamieszkałych na terenie diecezji gnieźnieńsko-poznańskiej, co było sprzeczne z konkordatem nie przewidującym podziałów narodowościowych w obrębie Kościoła katolickiego. Choć ten akt prawny nie został opublikowany w Dzienniku Ustaw, co było warunkiem wprowadzenia go w życie, to dla funkcjonowania Kościoła katolickiego podstawą prawną de facto stała się Konstytucja marcowa. Za uchwałą opowiadał się przede wszystkim antyklerykalnie nastawiony minister sprawiedliwości Henryk Świątkowski.
Ponieważ Tymczasowy Rząd Jedności Narodowej nie wystosował do Stolicy Apostolskiej żadnej noty oficjalnej w sprawie podjętej 12 września 1945 roku uchwały uznającej Konkordat z 1925 roku za wygasły z winy strony watykańskiej, Stolica Apostolska nie wystosowała odpowiedzi dyplomatycznej. Jednakże Pius XII w liście adresowanym na ręce prymasa Polski kard. Augusta Hlonda, a skierowanym do polskiego Episkopatu, w dniu 17 stycznia 1946 roku zdecydowanie odrzucił zarzuty obwiniające o zerwanie konkordatu stronę kościelną, uważając, że były to „nadzwyczajne zarządzenia, jakie dla dobra wiernych musiały być podjęte w Polsce podczas okupacji” – przyznając tym samym złamanie warunków konkordatu.
W 1949 roku władze rozpoczęły stalinowski represyjny kurs w zwalczaniu Kościoła katolickiego w Polsce. 14 marca 1949 roku rząd wydał szeroko nagłaśniane oświadczenie w sprawie stosunków z Kościołem. Polityka władz miała spowodować podziały w szeregach duchowieństwa i doprowadzić do erozji postawy Episkopatu. Chodziło o oddzielenie „złych” biskupów i duchownych od popieranych przez władze „postępowych” księży. 5 sierpnia 1949 władze wydały dekret „o obsadzaniu duchownych stanowisk kościelnych”. 23 stycznia 1950 roku władze państwowe ogłosiły ustanowienie komisarycznego zarządu nad kościelną organizacją dobroczynną Caritas, prowadzącą 900 przedszkoli, setki świetlic, żłobków, internatów, przychodni lekarskich itp. Zarząd przymusowy nad organizacją objął przedstawiciel popieranego przez władze ruchu księży patriotów ks. Antoni Lemparty. 30 stycznia 1950 roku Konferencja Episkopatu Polski w Krakowie wystosowała list protestacyjny do rządu, rezygnując z odpowiedzialności za instytucję przejętą przez państwo. Władze komunistyczne zorganizowały zjazd 1200 „księży patriotów” na Politechnice Warszawskiej, gdzie wielu księży pod dyktando czuwającej za kulisami Julii Brystigierowej wygłosiło napastliwe przemówienia pod adresem biskupów. Ministerstwo Bezpieczeństwa Publicznego rekwirowało kopie listu protestacyjnego Episkopatu, przeznaczone do odczytania z ambon. 16 lutego 1950 roku prymas Stefan Wyszyński i kard. Adam Stefan Sapieha wystosowali do Bolesława Bieruta drugi list, w którym piętnowali metody walki władz z Kościołem. Reakcją władz było wydanie 28 lutego komunikatu, oskarżającego hierarchię o wrogość do Polski Ludowej.
W zaistniałej sytuacji przedstawiciele Kościoła mieli nadzieję, że porozumienie z komunistami może powstrzymać dalsze represje z ich strony. Kościołowi zależało na minimalnej swobodzie pracy duszpasterskiej, władzom na poparciu Kościoła dla zachodzących w Polsce przemian. Okoliczności jego zawarcia mogą sugerować, że Episkopat znajdował się w sytuacji przymusowej, władze zawarły je tylko z przyczyn taktycznych.

## Negocjacje
W celu zawarcia porozumienia z Kościołem katolickim w Polsce władze powołały w lipcu 1949 roku Komisję Mieszaną. W rozmowach pośredniczył dyspozycyjny wobec komunistów przywódca Stowarzyszenia „Pax” Bolesław Piasecki. W czasie trwania negocjacji władze uciekały się do stosowania represji: 14 lutego 1950 roku przez 16 dni przebywał w areszcie domowym demonstracyjnie zatrzymany ordynariusz chełmiński bp Kazimierz Kowalski.

## Porozumienie
Ze strony rządowej umowę podpisali: minister administracji publicznej Władysław Wolski, wiceminister obrony narodowej Edward Ochab, poseł na Sejm Ustawodawczy Franciszek Mazur. Ze strony Episkopatu: bp Zygmunt Choromański, bp łódzki Michał Klepacz i bp płocki Tadeusz Paweł Zakrzewski.
1. Episkopat wezwie duchowieństwo, aby w pracy duszpasterskiej zgodnie z nauką Kościoła nauczało wiernych poszanowania prawa i władzy państwowej.
2. Episkopat wezwie duchowieństwo, aby w swej działalności duszpasterskiej nawoływało wiernych do wzmożonej pracy nad odbudową kraju i nad podniesieniem dobrobytu Narodu.
3. Episkopat Polski stwierdza, że zarówno prawa ekonomiczne, historyczne, kulturalne, religijne, jak i sprawiedliwość dziejowa wymagają, aby Ziemie Odzyskane na zawsze należały do Polski. Wychodząc z założenia, że Ziemie Odzyskane stanowią nieodłączną część Rzeczypospolitej, Episkopat zwróci się z prośbą do Stolicy Apostolskiej, aby administracje kościelne, korzystające z prawa biskupstw rezydencjalnych, były zamienione na stałe ordynariaty biskupie.
4. Episkopat w granicach sobie dostępnych będzie się przeciwstawiał wrogiej Polsce działalności, a zwłaszcza antypolskim i rewizjonistycznym wystąpieniom części kleru niemieckiego.
5. Zasada, że Papież jest miarodajnym i najwyższym autorytetem Kościoła, odnosi się do spraw wiary, moralności oraz jurysdykcji kościelnej, w innych natomiast sprawach Episkopatu kieruje się polską racją stanu.
6. Wychodząc z założenia, że misja Kościoła może być realizowana w różnych ustrojach społeczno-gospodarczych, ustanowionych przez władzę świecką, Episkopat wyjaśni duchowieństwu, aby nie przeciwstawiało się rozbudowie spółdzielczości na wsi, ponieważ wszelka spółdzielczość w istocie swej jest oparta na etycznym założeniu natury ludzkiej, dążącej do dobrowolnej solidarności społecznej, mającej na celu dobro ogółu.
7. Kościół – zgodnie ze swymi zasadami – potępiając wszelkie wystąpienia antypaństwowe będzie przeciwstawiał się zwłaszcza nadużywaniu uczuć religijnych w celach antypaństwowych.
8. Kościół katolicki, potępiając zgodnie ze swymi założeniami każdą zbrodnię, zwalczać będzie również zbrodniczą działalność band podziemia oraz będzie piętnował i karał konsekwencjami kanonicznymi duchownych, winnych udziału w jakiejkolwiek akcji podziemnej i antypaństwowej.
9. Episkopat, zgodnie z nauką Kościoła, będzie popierał wszelkie wysiłki zmierzające do utrwalenia pokoju i będzie się sprzeciwiał, w zakresie swych możliwości, wszelkim dążeniom do wywołania wojny.
10. Nauka religii w szkołach. a) Rząd nie zamierza ograniczyć obecnego stanu nauczania religii w szkołach; programy nauczania religii będą opracowane przez władze szkolne wspólnie z przedstawicielami Episkopatu; szkoły będą zaopatrzone w odpowiednie podręczniki; nauczyciele religii świeccy i duchowni będą traktowani na równi z nauczycielami innych przedmiotów; wizytatorów nauczania religii władze szkolne będą powoływały w porozumieniu z Episkopatem. b) Władze nie będą stawiały przeszkód uczniom w braniu udziału w praktykach religijnych poza szkołą. Aneks. W niedzielę i święta oraz na początku i na końcu roku szkolnego będzie odprawiana dla uczniów Msza święta; zgłaszającym się uczniom do rekolekcji i Komunii św. władze szkolne zapewnią – w okresie wielkopostnym lub wielkanocnym – trzy dni wolne od zajęć szkolnych; władze szkolne ustalą godziny dla młodzieży szkolnej zgłaszającej się do bierzmowania w czasie wizytacji biskupiej; władze szkolne nie będą stawiały przeszkód w odmawianiu modlitwy” przed lekcjami i po lekcjach tym uczniom, którzy sobie tego życzą. c) Istniejące dotychczas szkoły o charakterze katolickim będą zachowane, natomiast Rząd będzie przestrzegać, aby te lojalnie wykonywały zarządzenia i wypełniały program ustalony przez władze państwowe. d) Szkoły prowadzone przez Kościół katolicki będą mogły korzystać z praw szkół państwowych na ogólnych zasadach, określonych przez odpowiednie ustawy i zarządzenia władz szkolnych. W razie tworzenia lub przekształcenia szkoły zwykłej na szkołę bez nauki religii, rodzice katoliccy, którzy będą sobie tego życzyli, będą mieli prawo i możność posyłania dzieci do szkół z nauczaniem religii.
11. Katolicki Uniwersytet Lubelski będzie mógł funkcjonować w obecnym zakresie.
12. Stowarzyszenia katolickie będą korzystały z dotychczasowych praw po zadość uczynieniu wymogom przewidzianym w dekrecie o stowarzyszeniach. Te same zasady dotyczą sodalicji mariańskich.
13. Kościół będzie miał prawo i możność prowadzić w ramach obowiązujących przepisów akcję charytatywną, dobroczynną i katechetyczną.
14. Prasa katolicka i wydawnictwa katolickie będą korzystały z uprawnień określonych przez odpowiednie ustawy i zarządzenia władz na równi z innymi wydawnictwami.
15. Kult publiczny, tradycyjne pielgrzymki i procesje nie będą napotykały na przeszkody. Obchody te dla zachowania porządku będą uzgadniane przez władze kościelne z władzami administracyjnymi.
16. Duszpasterstwo wojskowe będzie uregulowane specjalnym statutem, opracowanym przez władze wojskowe w porozumieniu z przedstawicielami Episkopatu.
17. W więzieniach karnych opiekę religijną będą sprawowali kapelani powołani przez odpowiednie władze na wniosek biskupa ordynariusza. Aneks. W niedzielę i święta będzie miała miejsce Msza święta, kazanie, spowiedź i Komunia święta.
18. W szpitalach państwowych i samorządowych opiekę religijną nad chorymi, którzy sobie tego życzą, będą wykonywali kapelani szpitalni, wynagradzani w drodze specjalnych umów. Aneks. Zostanie powołana odpowiednia liczba kapelanów zabezpieczających potrzeby chorych; kapelan będzie miał zarezerwowaną dyżurkę; kapelan będzie miał możność odwiedzania chorych.
19. Zakony i zgromadzenia zakonne, w zakresie swego powołania i obowiązujących ustaw, będą miały całkowitą swobodę działalności.

Protokół wspólnej komisji Rządu Rzeczypospolitej Polskiej i Episkopatu Polski w związku z zawartym porozumieniem.
1. Wobec uzgodnienia stanowiska przedstawicieli Rządu Rzeczypospolitej Polskiej i Episkopatu Polski w sprawie działalności Caritas i w celu normalizacji stosunków między Państwem a Kościołem, organizacja kościelna Caritas przekształca się w Zrzeszenie Katolików dla niesienia pomocy biednym i potrzebującym. Zrzeszenie oprze swą działalność na oddziałach odpowiadających podziałowi administracyjno-terytorialnemu kraju. Episkopat – w myśl założeń charytatywnych Zrzeszenia – umożliwi, zgodnie z zasadami oraz praktyką Kościoła katolickiego, działalność duchownym pragnącym pracować w tym Zrzeszeniu. Aneks. W sprawie własności nieruchomości kościelnych użytkowanych przez Caritas, Rząd rozważy możliwość załatwienia wynikłych strat w drodze kompensaty z Funduszu kościelnego lub w drodze postanowienia prawa własności Kościołowi, z zabezpieczeniem użytkowania Zrzeszeniu Caritas.
2. Rząd Rzeczypospolitej Polskiej realizując ustawę „o przejęciu przez Państwo dóbr martwej ręki” w ramach art. 2, p. 3 i art. 7, p. l ustawy, rozważy potrzeby biskupów i instytucji kościelnych celem uwzględnienia tych potrzeb i przyjścia im z pomocą. a) Ordynariuszom będą pozostawione ogrody i „gospodarstwa rolne do 50 ha wraz z inwentarzem. b) również seminarium duchownym będą pozostawione ogrody i gospodarstwa rolne do 50 ha wraz z inwentarzem, c) gospodarstwa domowe do 5 ha, związane bezpośrednio z terenem domów zgromadzeń zakonnych oraz inwentarz martwy i żywy wykorzystywany w tym gospodarstwie, jak również budynki gospodarcze, znajdujące się na tej ziemi, nie będą przejęte przez Państwo.
3. Fundusz kościelny będzie przekazywał odpowiednie sumy do dyspozycji ordynariuszów diecezji.
4. Realizując ustawę o służbie wojskowej, władze wojskowe będą stosowały odroczenia dla alumnów seminariów duchownych w celu umożliwienia im ukończenia studiów, zaś księża po wyświęceniu i zakonnicy po złożeniu ślubów nie będą powoływani do czynnej służby wojskowej, lecz będą przeznaczeni do rezerwy z zakwalifikowaniem do służby pomocniczej[4].

## Reakcje
Porozumienie spotkało się z niechętnym przyjęciem przez papieża Piusa XII, który prowadził politykę antykomunistyczną. Na wieść o jego zawarciu miał zagrozić cofnięciem uznania prymasowi Wyszyńskiemu i biskupowi Choromańskiemu. Watykan miał za złe Wyszyńskiemu sposób i formę jego zawarcia (bez konsultacji z Watykanem), wyrażał dezaprobatę dla propagandowego języka tekstu. Kierujący Sekretariatem Stanu kardynał Domenico Tardini uważał, że Kościół polski poszedł na zbyt dalekie ustępstwa. „L’Osservatore Romano” przyznawał, że „Watykan nie był poinformowany o żadnym porozumieniu między rządem a episkopatem.”
Według raportu ambasadora Francji w Stolicy Apostolskiej Wladimira d’Ormessona Sekretariat Stanu Stolicy Apostolskiej wnioskował, że Sowieci osiągnęli swój cel, jakim było pozbawienie krajów satelickich środków łączności ze Stolicą Apostolską. Biskupi, w braku kontaktu ze Stolicą Apostolską, stracili samodzielność myślenia.
Ambasador rządu RP na uchodźstwie przy Watykanie Kazimierz Papée w swoich raportach z kwietnia i maja 1950 roku sygnalizował krytykę Porozumienia.
Według Antoniego Dudka biskupi z Kielc, Opola, Lublina i Białegostoku i Katowic byli przeciwnikami porozumienia, wysuwa on tezę, że jedynym członkiem Episkopatu, który głosował przeciwko zawarciu porozumienia, głoszący jawnie poglądy antykomunistyczne biskup kielecki Czesław Kaczmarek. Przebywający w czasie jego podpisywania w Rzymie abp Adam Sapieha opowiadał się przeciwko jego szybkiemu ratyfikowaniu. Na pierwszej Konferencji Plenarnej Episkopatu Polski po podpisaniu porozumienia, odbytej w Gnieźnie 21–22 kwietnia 1950 roku prymas Wyszyński wezwał księży i biskupów do niepodpisywania żadnych apeli i deklaracji. Duża część księży i zakonników wykazywała jednak niedowierzanie i nieprzychylnie komentowała porozumienie z władzami. Abp Adam Sapieha uznał ugodę za „niegodną i pozbawioną realizmu”, niegodną bo szerzącą defetyzm i zgorszenie, nierealistyczną, gdyż przewidywał, że porozumienie będzie przez władze łamane a rządowi da zyski propagandowe. Prymas Wyszyński był pierwszym w historii Kościoła katolickiego hierarchą, który zdecydował się na układy z państwem rządzonym przez komunistów. Sam przyznał, że „sprawcą porozumienia od strony episkopatu byłem ja”, „episkopat nie mógł powiedzieć nie” oraz że „gwarantowało ono wzajemne bezpieczeństwo”.
Prasa katolicka w zasadzie poparła porozumienie. „Znak” w numerze 2 z 1950 roku uznawał je za „zwycięstwo ducha tolerancji i dojrzałego poczucia odpowiedzialności za Polskę.” „Gość Niedzielny” z 20 kwietnia 1950 roku pisał: „Episkopat stanął na gruncie przemian rzeczywistości polskiej.” Jeszcze dalej w gloryfikacji tego aktu posunęła się prasa katolików „postępowych” – „Dziś i Jutro” oraz Tadeusz Mazowiecki na łamach „Słowa Powszechnego” z 24 kwietnia 1950 roku.
Jeden z sygnatariuszy porozumienia ze strony rządowej Edward Ochab w czasie narady redaktorów prasy partyjnej 19 kwietnia 1950 roku uznał „podpisanie porozumienia za sukces rządu, który zaskoczył reakcję krajową i zagraniczną.”

## Skutki
Porozumienie nie powstrzymało dalszych represji wobec Kościoła katolickiego. Władze państwowe od początku nie chciały respektować jego postanowień. 19 kwietnia 1950 roku powołały Urząd do Spraw Wyznań, który wkrótce zaczął niemal samodzielnie decydować o „obsadzie personalnej placówek kościelnych” oraz dokonywać oceny księży pod względem ideologiczno-politycznym. Na odprawie Urzędu 17 listopada 1950 roku stwierdzono, że „porozumienie z rządem powinno stać się orężem walki z klerem.” 2 maja 1950 roku Sejm przeprowadził ustawę o konfiskacie dóbr kościelnych: zakonnych i biskupich.